# Sphecodes nigritus
Sphecodes nigritus är en biart som beskrevs av William Harris Ashmead 1900. Sphecodes nigritus ingår i släktet blodbin, och familjen vägbin. Inga underarter finns listade i Catalogue of Life.